# Виктор Гарсија (одбојкаш)
Виктор Гарсија Кампос (шп. Víctor García Campos; 23. септембар 1950) је бивши кубански одбојкашки репрезентативац, који је два пута учествовао на Олимпијским играма 1976. у Мелбурну и 1980. у Москви. 
Године 1976. био је део кубанске репрезентације која је освојила бронзану медаљу на олимпијском турниру у Монтреалу, а Гарсија је играо на свих шест утакмица.
Четири године касније, на олимпијском турниру 1980. у Москви били су седми, а Гарсија је поново играо свих шест утакмица.
Поред успеха на олимпијском турниру Гарсија је са репрезентавијом освојио два прва места на Панамеричким играма 1975. у Мексико Ситију и 1979. у Сан Хуану.